# 1223. grenadirski polk (Wehrmacht)
1223. grenadirski polk (izvirno nemško 1223. Grenadier-Regiment; kratica 1223. GR) je bil pehotni polk Heera v času druge svetovne vojne.

## Zgodovina
Polk je bil ustanovljen 13. novembra 1944 kot sestavni del 180. pehotne divizije; uničen je bil v Ruhrskem obroču.